# Leo Brichta
Leo Brichta (ur. 15 października 1997 w Pradze) – czeski zawodnik mieszanych sztuki walki (MMA) wagi lekkiej oraz piórkowej. Były zawodnik czesko-słowackiej organizacji Oktagon MMA. Aktualnie związany kontraktem z organizacją KSW, w której zajmuje 4 miejsce w oficjalnym rankingu wagi piórkowej.

## Początki w sztukach walki
Od 8 roku życia uprawia sporty walki. Zaczynał od judo, ale rywalizacja w tym sporcie nie sprawiała mu satysfakcji, więc następnie w wieku 13 lat przeszedł na dyscypliny stójkowe. W formułach uderzanych startował m.in. w kick-boxingu i muay thai, jednak rok później przerzucił się ostatecznie na mieszane sztuki walki (MMA).
W 2013 roku zdobył tytuł mistrza Czech juniorów w boksie tajskim, rok później zajął I miejsce Czech w MMA wśród młodzieży, a w 2015 roku zajął I miejsce na turnieju ADCC w Pradze w grapplingu. Brichta może poszczycić się także pierwszym miejscem MČR w formule K-1.

## Kariera MMA

### Kariera amatorka
Początkowo walczył amatorsko, gromadząc rekord 31 zwycięstw i 3 porażek. W 2016 roku swój największy sukces w amatorskim MMA odniósł zdobywając trzecie miejsce na Mistrzostwach Świata Amatorów.

### Przejście na zawodowstwo i pierwsze walki w 2017
Zawodowo zadebiutował 12 października 2017 podczas gali GCF 41: Night of the Legends, na której to zwyciężył przez techniczny nokaut w pierwszej rundzie poprzez uderzenia pięściami i łokciami z Rosjaninem, Władysławem Bezobrazowym.
Drugą zawodową walkę stoczył miesiąc później na gali Nights of Warriors 12. Wygrał tym razem przez poddanie Czecha, Tomáša Kubiša duszeniem zza pleców także w pierwszej rundzie.
Pierwszej porażki doznał w grudniu jeszcze tego samego roku na gali Heroes Gate 19. Brichta już po półtorej minuty rundy pierwszej skręcił kostkę i nie był zdolny kontynuować walki z Litwinem, Mindaugasem Vaišnorą, który odniósł zwycięstwo przez TKO.

### Oktagon MMA
W latach 2020-2021 toczył regularnie pojedynki dla czesko-słowackiej organizacji Oktagon MMA.
W czasie pandemii koronawirusa wygrał finał turnieju Oktagon Underground w wadze średniej. Oczekiwano także, że Brichta w kolejnej walce zawalczy w wielkim finale z Ronaldem Paradeiserem, jednak z powodu kontuzji barku i bicepsa do jego walki rewanżowej ze Słowakiem nie doszło.

### RFA i KSW
Następnie w październiku 2021 podpisał kontrakt z Real Fight Arena. Dla słowackiej organizacji stoczył łącznie 4 walki, z których dwie odbyły się w MMA, a dwie w innych formułach (muay thai i kick-boxing).
W 2023 roku podpisał kontrakt z polską federacją Konfrontacją Sztuk Walki. Pierwotnie debiut Brichty był planowany na majową galę KSW 82, na której to oczekiwano jego walki z byłym pretendentem do pasa KSW w wadze lekkiej, Maciejem Kazieczko. Ostatecznie przez problemy zdrowotne Polaka pojedynek ten przeniesiono na galę XTB KSW Colosseum 2, która miała miejsce na Stadionie Narodowym w Warszawie. Brichta pokonał rywala jednogłośną decyzją sędziowską (29-28, 28-29, 29-28).
Następnie na gali KSW 87, która odbyła się 14 października 2023 w czeskim Trzyńcu pokonał przez TKO w trzeciej rundzie faworyzowanego Romana Szymańskiego. Starcie obu zawodników nagrodzono bonusem za najlepszą walkę wieczoru.
17 lutego 2024 w Libercu podczas walki wieczoru gali KSW 91 zawalczył o tymczasowe mistrzostwo KSW w wadze lekkiej, gdzie spotkał się w klatce z doświadczonym Mołdawianinem, Valeriu Mirceą. W czwartej rundzie został poddany przez rywala duszeniem zza pleców. Kilka dni po gali organizacja nagrodziła pojedynek bonusem za walkę wieczoru.
W maju 2024 właściciel Real Fight Arena – Boris Marhansky w wywiadzie udzielonym dla czeskiego portalu (Kaocko.cz) zdradził, że Brichta w kolejnej walce zawalczy o pas mistrzowski RFA w wadze lekkiej. Mistrzowie starcie miało odbyć się 28 września na gali RFA x IAF: Special Title Night 2 w Pradze, gdzie miał zawalczyć z aktualnym mistrzem, Arbim Mieżydowem. Na nieco ponad trzy tygodnie przed galą organizacja ogłosiła, że Austriak musiał wycofać się z pojedynku z powodu choroby. Nowym przeciwnikiem Brichty został były zawodnik Bellator MMA, Jairo Pacheco. Po pięciorundowym pojedynku sędziowie jednogłośnie ogłosili zwycięstwo zawodnika z kraju kawy, jednak przed walką nie wypełnił limitu wagi lekkiej, w związku z czym nie zdobył pasa mistrzowskiego.
21 lutego 2025 wystąpił w walce wieczoru gali XTB KSW 103 w Libercu, debiutując i przechodząc do wagi piórkowej. Jego rywalem został były mistrz FEN w wadze lekkiej, Łukasz Charzewski. Brichta skutecznie bronił próby zapaśnicze rywala i ostatecznie znokautował go w pierwszej rundzie.
W kwietniu 2025 roku, udzielając wywiadu dla czeskiego portalu (TN Nova) poinformował, że przedłużył kontrakt z polską federacją.
Podczas walki wieczoru gali XTB KSW 108, która odbyła się 19 lipca 2025 w Hali Uranii w Olsztynie, zmierzył się z Adamem Soldajewem. Jego pierwotnym rywalem miał być były pretendent do tymczasowego pasa mistrzowskiego KSW wagi piórkowej, Patryk Kaczmarczyk, jednak ten wycofał się z pojedynku z powodu kontuzji nogi. Przed pojedynkiem, podczas ceremonii ważenia, Soldajew przekroczył limit kategorii piórkowej, w wyniku czego został ukarany potrąceniem 40% wynagrodzenia. Brichta w pierwszej rundzie został znokautowany mocnym ciosem prawym sierpowym.

## Osiągnięcia[31]

### Boks tajski
- 2013: Czech International muay thai junior champion do 56 kg

### Mieszane sztuki walki
- 2014: 1. miejsce MČR w MMA młodzieży do 66 kg
- 2016: zwycięzca Czech Open MMA
- 2016: 3 miejsce na Mistrzostwach Świata WMMAA[32][33]
- 2016/2017: mistrz Czech MMA[34]
- Oktagon MMA
  - 2020: zwycięzca turnieju Oktagon Underground w wadze średniej[7]
- Konfrontacja Sztuk Walki
  - Bonus za walkę wieczoru (dwa razy) vs. Roman Szymański (2023)[14], Valeriu Mircea (2024)[17]

### Submission fighting
- 2015: 1. miejsce ADCC Praga Cup do 70 kg juniorów[35]
- 2015: 1. miejsce ADCC Czech Open do 70 kg junior[36]

### Kick-boxing
- 2015: 1. miejsce MČR K-1

## Lista walk w MMA

### Zawodowe
| Wynik     | Bilans   | Przeciwnik (bilans przed walką) | Rozstrzygnięcie                        | Runda | Czas | Rozgrywki                             | Data       | Miejsce    | Uwagi |
| --------- | -------- | ------------------------------- | -------------------------------------- | ----- | ---- | ------------------------------------- | ---------- | ---------- | --- |
| Przegrana | 13-6 (1) | Adam Soldajew (9-2)             | KO (prawy sierpowy)                    | 1     | 3:03 | XTB KSW 108: Soldaev vs. Brichta      | 19.07.2025 | Olsztyn    | Soldajew przekroczył limit wagi piórkowej. Main Event |
| Wygrana   | 13-5 (1) | Łukasz Charzewski (13-2. 1 NC)  | TKO (kolano i ciosy pięściami)         | 1     | 2:30 | XTB KSW 103: Brichta vs. Charzewski   | 21.02.2025 | Liberec    | Debiut i przejście do wagi piórkowej. Main Event |
| Przegrana | 12-5 (1) | Jairo Pacheco (9-2)             | Decyzja (jednogłośna)                  | 5     | 5:00 | RFA x IAF: Special Title Night 2      | 28.09.2024 | Praga      | Pojedynek o pas mistrzowski RFA x IAF w wadze lekkiej. Pacheco nie wypełnił limitu wagi lekkiej, w związku z czym pas mistrzowski mógł zdobyć tylko Brichta. Main Event |
| Przegrana | 12-4 (1) | Valeriu Mircea (29-8-1)         | Poddanie (duszenie zza pleców)         | 4     | 2:40 | KSW 91: Mircea vs. Brichta            | 17.02.2024 | Liberec    | Pojedynek o tymczasowy pas mistrzowski KSW w wadze lekkiej. Bonus za walkę wieczoru. Main Event                                                                         |
| Wygrana   | 12-3 (1) | Roman Szymański (17-7)          | TKO (ciosy pięściami w parterze)       | 3     | 4:15 | KSW 87: Stošić vs. Martínek           | 14.10.2023 | Trzyniec   | Bonus za walkę wieczoru. Co-Main Event |
| Wygrana   | 11-3 (1) | Maciej Kazieczko (9-2)          | Decyzja (niejednogłośna)               | 3     | 5:00 | XTB KSW 83: Colosseum 2               | 03.06.2023 | Warszawa   | Debiut w KSW |
| Nieodyta  | 10-3 (1) | Jackson Loureiro (12-3-1)       | No contest (przypadkowy cios w krocze) | 2     | 0:18 | RFA 5                                 | 29.10.2022 | Brno       | |
| Wygrana   | 10-3     | Tamirłan Dadajew (12-3-1)       | Poddanie (duszenie trójkątne rękoma)   | 1     | 3:00 | RFA: Warm-Up                          | 12.03.2022 | Bratysława | |
| Wygrana   | 9-3      | Damien Lapilus (17-13-2. 2NC)   | TKO (ciosy pięściami)                  | 2     | 3:11 | Oktagon 28: Pešta vs. Pütz            | 25.09.2021 | Praga      | |
| Wygrana   | 8-3      | Kirill Medvedovski (14-8)       | TKO (ciosy pięściami)                  | 1     | 2:45 | Oktagon 23: Kníže vs. Fusi            | 01.05.2021 | Brno       | |
| Wygrana   | 7-3      | Matouš Kohout (4-3)             | Poddanie (duszenie zza pleców)         | 1     | 2:28 | Oktagon 20: Vémola vs. Lohoré         | 30.12.2020 | Brno       | |
| Wygrana   | 6-3      | Mateusz Makarowski (6-3-1)      | Poddanie (duszenie zza pleców)         | 1     | 2:00 | Oktagon 18: Wittner vs. Pukač         | 21.11.2020 | Brno       | Walka w wadze półśredniej |
| Wygrana   | 5-3      | Daniel Hodor (5-1)              | TKO (ciosy pięściami)                  | 3     | 0:30 | Oktagon Prime 3: Štrbák vs. Legierski | 15.02.2020 | Šamorín    | |
| Przegrana | 4-3      | Ronald Paradeiser (9-6)         | Poddanie (dźwignia na staw łokciowy)   | 2     | 3:41 | Oktagon 14: Bitva o trúny             | 14.09.2019 | Bratysława | |
| Wygrana   | 4-2      | Aliston Cordeiro (8-8. 1NC)     | Decyzja (jednogłośna)                  | 3     | 5:00 | Oktagon 13: Vémola vs. da Silva       | 27.07.2019 | Praga      | Debiut w Oktagon MMA |
| Przegrana | 3-2      | Grzegorz Szestakow (5-0)        | Poddanie (duszenie trójkątne nogami)   | 2     | N/A  | Heroes Gate 22                        | 24.05.2019 | Praga      | Main Event |
| Wygrana   | 3-1      | Philipp Haarburger (2-0)        | TKO (ciosy pięściami)                  | 1     | 3:06 | Fusion FN 22: Cage Fight              | 27.10.2018 | Brno       | |
| Przegrana | 2-1      | Mindaugas Vaišnora (1-0)        | TKO (kontuzja kostki - skręcenie)      | 1     | 1:31 | Heroes Gate 19                        | 01.12.2017 | Praga      | |
| Wygrana   | 2-0      | Tomáš Kubiš (0-6)               | Poddanie (duszenie zza pleców)         | 1     | 1:54 | Night of Warriors 12                  | 11.11.2017 | Liberec    | Limit umowny -75 kg. |
| Wygrana   | 1-0      | Władysław Bezobrazow (0-0)      | TKO (ciosy pięściami i łokciami)       | 1     | 1:41 | GCF 41: Night of the Legends          | 12.10.2017 | Praga      | Debiut w wadze lekkiej. |

### Wystawowe
| Wynik   | Bilans | Przeciwnik (bilans przed walką) | Rozstrzygnięcie       | Runda | Czas | Rozgrywki              | Data       | Miejsce | Uwagi                                                                    |
| ------- | ------ | ------------------------------- | --------------------- | ----- | ---- | ---------------------- | ---------- | ------- | ------------------------------------------------------------------------ |
| Wygrana | 3-0    | Matouš Kohout (2-0)             | Decyzja (jednogłośna) | 3     | 3:00 | Oktagon: Underground 5 | 13.06.2020 | Praga   | Wygrał finał turnieju Oktagon Underground w wadze średniej. Main Event   |
| Wygrana | 2-0    | Matej Kozubovský (1-0)          | Decyzja (jednogłośna) | 3     | 3:00 | Oktagon Underground 3  | 30.05.2020 | Praga   | Półfinał turnieju Oktagon Underground w wadze średniej. Co-Main Event    |
| Wygrana | 1-0    | Pavel Šach (0-0)                | Decyzja (jednogłośna) | 3     | 3:00 | Oktagon Undergound 1   | 16.05.2020 | Praga   | Ćwierćfinał turnieju Oktagon Underground w wadze średniej. Co-Main Event |

### Amatorskie (niepełna lista)
| Wynik     | Bilans | Przeciwnik (bilans przed walką) | Rozstrzygnięcie                | Runda | Czas | Rozgrywki                                              | Data       | Miejsce       | Uwagi                                                            |
| --------- | ------ | ------------------------------- | ------------------------------ | ----- | ---- | ------------------------------------------------------ | ---------- | ------------- | ---------------------------------------------------------------- |
| Wygrana   | 31-3   | Jaroslav Hrdlička               | Decyzja (jednogłośna)          | 3     | 3:00 | GCF 39: Finále Mistrovství Republiky v MMA             | 17.06.2017 | Praga         | Wygrał Krajowe Mistrzostwa Stowarzyszenia CSMMA w wadze lekkiej. |
| Wygrana   | ?      | Daniel Bažant                   | Poddanie                       | 1     | ?    | Heroes Gate 18: Final Fight                            | 24.02.2017 | Praga         |                                                                  |
| Przegrana | ?      | Zheng Liu                       | ?                              | ?     | ?    | WMMAA - 2016 World MMA Championships - Selection       | 25.11.2016 | Makau         | Półfinał Mistrzostw Świata WMMAA w wadze lekkiej.                |
| Wygrana   | ?      | Jin Young Choi                  | ?                              | ?     | ?    | WMMAA - 2016 World MMA Championships - Selection       | 25.11.2016 | Makau         |                                                                  |
| Wygrana   | ?      | Christopher Chrisanthakidis     | ?                              | ?     | ?    | WMMAA - 2016 World MMA Championships - Selection       | 25.11.2016 | Makau         |                                                                  |
| Wygrana   | ?      | Michal Konrád                   | Poddanie (duszenie zza pleców) | 1     | 4:17 | XFN - X Fight Nights                                   | 12.06.2016 | Praga         |                                                                  |
| Przegrana | ?      | Toni Lampinen                   | Poddanie (duszenie gilotynowe) | 1     | ?    | 2015 IMMAF European Open Championships: Day 1 - Ring 2 | 19.11.2015 | Wolverhampton |                                                                  |

## Inne informacje
Od lutego 2023 prowadzi kanał na serwisie Youtube pod nazwą "TeamBrichta".